# Diplocephalus caucasicus
Diplocephalus caucasicus är en spindelart som beskrevs av Andrei V. Tanasevitch 1987. Diplocephalus caucasicus ingår i släktet Diplocephalus och familjen täckvävarspindlar. Inga underarter finns listade i Catalogue of Life.